# Спор, Андре (скрипач)
Андре Спор (нидерл. André Spoor, полное имя Андреас Петрус Спор, нидерл. Andreas Petrus Spoor; 23 сентября 1867, Амстердам — 29 марта 1929, Гаага) — нидерландский скрипач и дирижёр.
Представитель разветвлённого артистического семейства, сын актёра и оперного певца Симона Хендрика Спора (1843—1896) и актрисы и танцовщицы Марии Софии Петронеллы ван Гейтенбек (1848—1929). Отец генерала Симона Хендрика Спора, дед журналиста Андре Симона Спора.
Учился в Роттердаме у Яна Така, затем у Эммануэля Вирта и Германа Чиллага. В 1882—1883 гг. предпринял первую серию концертов в различных городах Нидерландов, исполняя виртуозные сочинения Анри Вьётана, Генрика Венявского и др., после чего получил правительственную стипендию для продолжения образования за границей; в течение трёх лет совершенствовал своё мастерство в Париже, со временем устроился в Оркестр Колонна, где играл два года, и затем ещё один год в Оркестре Ламурё.
В 1887 г. по приглашению Карла Мюллера занял место концертмейстера в оркестре Музыкального общества Або, откуда годом позже перебрался в Санкт-Петербург как концертмейстер оркестра в саду «Аквариум». В 1889—1890 гг. преподавал в Харькове в музыкальных классах Императорского Русского музыкального общества, затем вернулся в Финляндию и в течение года работал в Гельсингфорсе, гастролируя и по другим городам. Сезон 1891—1892 гг. провёл в Гамбурге как концертмейстер оркестра, затем на один сезон вернулся в Гельсингфорс, после чего в 1893—1895 гг. вновь работал в Гамбурге.
В 1895 г. вместе с Виллемом Менгельбергом пришёл в Оркестр Консертгебау в качестве концертмейстера и второго дирижёра. Работал под началом Менгельберга до 1904 года, когда при конфликте между Менгельбергом и администратором оркестра Виллемом Хютсенрёйтером принял сторону последнего и вместе с большой группой музыкантов покинул коллектив. После этого перебрался в Гаагу, где в том же году занял место концертмейстера в новосозданном Резиденц-оркестре, 20 ноября 1904 г. на первом официальном концерте нового коллектива выступил как солист в скрипичном концерте Феликса Мендельсона.
Преподавал в Гаагской консерватории, среди его учеников, в частности, Ян Дамен и Леон Ортель. В 1921 г. основал и возглавил Гаагский симфонический оркестр (нидерл. Haagsch Symphonie Orkest) как альтернативу Резиденц-оркестру, коллектив просуществовал до 1928 г.